# Anaerobacter
Anaerobacter — рід грам-позитивних бактерій родини Clostridiaceae. Вони — анаеробні хемотрофи, відоми своїм методом формування ендоспор, оскільки вони утворюють більш ніж одну спору на бактеріальну клітину .